# 盖茨堡之役 (1993年电影)
《蓋茨堡之役》是一部美國1993年上映的戰爭電影，改編自歷史小說家麥可·沙拉（Michael Shaara）撰寫的小說《殺戮天使》（The Killer Angels），由隆納·F·麥斯威爾（Ronald F. Maxwell）改編成劇本並親自導演，主要演員有湯姆·貝林傑（Tom Berenger）、傑夫·丹尼爾和馬丁·辛，敘述美國南北戰爭聯邦軍（北軍）與邦聯軍（南軍）在這場關鍵戰役蓋茨堡之役中的遭遇。儘管本片票房成績冷清淒慘，卻獲得影評相當高的評價。

## 劇情簡述

### 開場
電影開場以旁白配合地圖解說南北兩軍的戰鬥位置，以及兩軍為何集結到蓋茨堡這個小鎮。南方聯盟軍的羅伯特·李將軍與其麾下北維吉尼亞軍團北進賓州，意圖誘導北方聯邦軍波多馬克軍團加入這場內戰後期的決定性戰役。旁白說道美利堅聯盟國總統傑佛遜·戴維斯預備了一封信函，一旦在華盛頓特區外圍殲滅波多馬克軍團後，即刻就遞交到美國總統桌上，勸降亞伯拉罕·林肯。
初期場景描述演員出身的間諜亨利·托馬斯·哈里遜（Henry Thomas Harrison）斥探到北軍騎兵，哈里遜隨即轉往南軍步兵團大本營，穿過南軍警戒線，向北維吉尼亞軍團副司令詹姆斯·隆史崔特中將報信。詹姆斯·尤厄尔·布朗·斯图尔特少將的騎兵職責為李將軍眼目，卻遠離軍團未與李軍保持聯繫。與此同時，北軍准將約翰·比福德與其騎兵師抵達了蓋茨堡。比福德推測若讓李軍抵達此鎮，聯盟軍一旦取得有利的防守位置，波多馬克軍團可能遭到殲滅。他決定將兵力沿神學院嶺（Seminary Ridge）部署，阻擋南軍從西邊接近蓋茨堡。當日傍晚，比福德致信左近的第一軍團司令約翰·雷諾茲少將，探詢是否應該堅守陣地。
此時在蓋茨堡幾哩開外，北軍緬因州第20步兵團的約書亞·張伯倫（Joshua Chamberlain）上校從睡夢中被叫醒，得到通知已解散的緬因州第20步兵團有120名兵約未到期但拒絕再服役的步兵，要他負責收編，命令指示對抗命不從者可逕行槍決。張伯倫後來以一番激勵人心的演說獲得114員補充兵力（其中還有三員在第二天也加入戰鬥）。

### 第一天
七月一日的蓋茨堡，大戰第一天。比福德的騎兵團與亨利·希斯麾下的希爾第三軍團接戰。希斯意圖領兵進入蓋茨堡，補充南軍不斷短缺的鞋襪軍需，他認為蓋茨堡內應該只有少數地方民兵，不會遭遇太大的抵抗，卻不期然與比福德接戰，未在第一時間通報李將軍。比福德擋住了希斯的第一波攻擊，然而希斯的優勢兵力逐漸佔到上風。不久雷諾茲少將帶領第一軍團抵達增援位置。
另一邊李將軍也抵達現場，但因史都華少將與北維吉尼亞軍團斷了聯繫，波多馬克軍團動向不明，遲遲未能答應支援希爾的第三軍團。李將軍手上的軍情只有隆史崔特中將送來的間諜通報。北軍再次奪回神學院嶺，雷諾茲少將卻在增援戰場的路上遭南軍狙擊手槍殺身亡。隨後希斯通報李將軍，理查·尤爾中將的北維吉尼亞第二軍團由北方抵達蓋茨堡，北軍遭其從側翼包抄，在戰略優勢的考量下，李將軍下令全軍進擊。北軍在陷入混亂與遭到圍攻的情況下，只好撤兵，但是南軍也說不上是大獲全勝，原因是尤爾中將未能把握時機，佔領墓地嶺（Cemetery Ridge）這處關鍵的戰略位置，使得北軍再度取得有利的防守位置。南軍將領艾撒克·特林堡（Isaac Trimble）向李將軍回報，他再三求尤爾下令出兵，但尤爾考量到他無力防守墓地嶺的制高點，因此置之不理。特林堡要求調離尤爾軍團，李將軍認為特林堡只是氣頭上，此一舉動毫無必要。
第一天稍晚，隆史崔特中將手下的喬治·皮克特少將帶領三個旅的指揮官詹姆斯·肯柏、理查·B.加奈特（Richard B. Garnett）和路易斯·亞米斯德來到總部，四人在爐邊與英軍上校亞瑟·費里曼特爾（Arthur Fremantle）閒話家常，費里曼特爾是隨李軍行動的英方觀察員。亞米斯德與隆史崔特說起他的好友北軍將領溫菲爾德·史考特·漢考克（Winfield Scott Hancock），述及對其的思念之情。戰場的另一邊，小鎮南邊的北軍總部，漢考克勸慰比福德第一天苦戰辛勞，漢考克提及雷諾茲之死，以及好奇亞米斯德的下落，比福德告知亞米斯德任職南軍少將皮克特麾下，漢考克對陣好友甚感傷心，回憶一場後，他再次祝賀比福德，並指示他重建騎兵團。

### 第二天
第二天，李將軍下令隆史崔特第一軍團的兩個師攻擊北軍左翼，首要攻擊目標是地形複雜的魔鬼穴（Devil's Den）和小圓頂。隆史崔特的師長約翰·貝爾·胡德（John "Sam" Bell Hood） 負責包抄北軍，他懇求隆史崔特允許他繞過魔鬼穴和小圓頂，直取附近更高的大圓頂（Big Round Top）。隆史崔特告訴胡德，同樣論點他稍早已向李將軍爭取過，但是未受採納。另一方面，張伯倫和第20緬因軍團部署在小圓頂，作為北軍最左邊的側翼，魔 鬼穴陷落後，只剩小圓頂能掩護張伯倫軍，張伯倫軍英勇反擊，擋下南軍數波攻勢，但是隨即面臨彈藥短缺的窘境。張伯倫下令架上刺刀進行衝鋒，南軍在一陣混亂中撤退，多人被俘。
這 天午後，隆史崔特到戰地醫院探視身受重傷的胡德，隆史崔特告訴他成功佔領魔鬼穴的消息，可惜小圓頂遲遲無法攻下，胡德喃喃自語應該聽他的繞右拿下大圓頂。 這天傍晚，亞米斯德確信自己將上戰場，他來到隆史崔特帳內，述及對漢考克之妻的思慕之情，亞米斯德寄託隆史崔特一件包裹，請他死後轉交給漢考克之妻，包裹 裡是他的隨身聖經。史都華少將在下午終於返回大本營，但是未能為南軍製造任何優勢，李將軍責備史都華，史都華引疚辭職，被李將軍駁回，並命令他不得再讓李 軍處於盲目被動的處境。

### 皮克特衝鋒
大戰第三天，李將軍認為北軍軍線以中央最為薄弱，可派兵攻擊將北軍一分為二，隆史崔特反對，李將軍信心滿滿，以為北維吉尼亞軍團戰無不勝，派隆史崔特向墓地嶺的北軍進行正面攻擊，命皮克特師團向敵軍中心衝鋒，這也就是後世為人所知的「皮克特衝鋒」。隆史崔特從一開始就不相信攻擊能夠成功，因此額外安排一支砲兵團支援衝鋒，然而南軍一直未能領會到他們的砲火射程超過了北軍防線，砲兵的轟炸攻勢對北軍中央幾乎起不了什麼作為。砲兵轟炸結束後，皮克特軍開始衝鋒，馬上就落入北軍長程火砲的攻擊範圍內，在北軍彈幕下人數銳減。
亞米斯德的指揮旅就在皮克特軍後方，他看到加納特的座騎奔離戰線，馬上騎士已遭砲火擊落，此景使得亞米斯德把帽子挑在刀上，高舉配刀，振臂一呼，鼓勵維吉尼亞戰友們隨他衝鋒，可惜該旅力量太弱，他衝鋒到北軍防線前的一座低矮石牆（此處現為南軍最高水位點〔High-water mark of the Confederacy〕）就受到致命重傷。所有衝鋒的南軍不是死亡就是被俘，肯柏准將受傷被俘，後為南軍救出。約書亞·張伯倫的弟弟湯瑪斯·張伯倫在戰場上遇到受了致命傷的亞米斯德，亞米斯德要求見老友漢考克，張伯倫告訴他漢考克也受了傷，亞米斯德要張伯倫向漢考克致意，張伯倫在亞米斯德臨終前同意了。
李將軍縱馬來到撤退的南軍餘部前，坦承敗仗是他戰略錯誤，他下令沉痛的皮克特少將重組兵力預備抵禦可能的反擊攻勢，皮克特回答李將軍：「我的軍隊已經沒了。」這天戰鬥結束後北方大勝，李將軍告知隆史崔特隔天撤兵回維吉尼亞州的計畫，他認為北軍在國慶日不會進行追擊，可惜李將軍又失算了。電影結尾張伯倫和弟弟為在戰爭中存救下來相擁而泣，最後一幕是三名賓州第72步兵團的步兵背對著夕陽。

## 電影製作
《蓋茨堡之役》起先在1991年向ABC提案時的構想是一部電視迷你影集，ABC初步同意出資，但是描述喬治·阿姆斯壯·卡斯特生平的南北戰爭電視電影《晨星之子》（Son of the Morning Star）收視率低迷，ABC就退資了。後來喜愛南北戰爭的媒體大亨泰德·透納重拾提案資助拍攝，協助劇組通過美國國家公園管理局前所未有的同意，進入蓋茨堡古戰場（包括魔鬼穴和小圓頂）拍戲，不過大部份的戲都是在賓州亞當斯縣附近農場拍攝的。此片動員了全國各地上千名南北戰爭歷史重現迷來到蓋茨堡志願參演大量的戰鬥場面。
影片完成後，預定在TNT頻道播映，但是在後製時，客串皮克特衝鋒一名南軍軍官的透納被成品感動了，於是決定要讓《蓋茨堡之役》登上大銀幕。電影由剛納入透納旗下的新線影業負 責在全國248間劇院上映，但是由於本片長度過於冗長，有些劇院一天只能播映一到兩場。《蓋茨堡之役》的票房接近一千一百萬美元，未達一半成本，被視為 「票房毒藥」，不過在家庭娛樂市場卻大獲成功，並成為重要的歷史教學影片，本片1994年六月在TNT頻道電視首播，有兩千三百萬觀眾收看，創下有線電視 的歷史紀錄。《蓋茨堡之役》是好萊塢片商發行過片長最長的電影之一，本片的錄影帶和DVD版有254分鐘，另外還有一個發行在錄影帶和LD的典藏版，收錄了一些加長與刪除片段，成為足足271分鐘的導演剪輯版，此版常在TNT頻道播放，現已發行到DVD。本片的藍光典藏版在2011年5月24日發行，這天也是南北戰爭的150週年。
《蓋茨堡之役》有續集《戰役風雲》，在2003年上映，改編自麥可·沙拉之子傑夫·沙拉（Jeff Shaara）的同名小說，聚焦於南軍將領石牆傑克森的生平，以及導致兩軍集結蓋茨堡的戰役由來。本片1994年也在個人電影上發行過名喚《蓋茨堡：多媒體戰爭模擬》（Gettysburg: Multimedia Battle Simulation）的戰略遊戲，遊戲包含67個許多未使用的電影場景。

## 各界評價
《蓋茨堡之役》的評價幾乎都是正面的，在「爛番茄」網站有21篇影評，獲得88%的「新鮮」好評，儘管本片有些歷史錯誤，依然大受南北戰爭重現迷和歷史學者的歡迎。《芝加哥太陽報》的羅傑·艾伯特給這部電影3顆星（滿分4星）的好評，他評論道：「儘管有些人會覺得本片太過冗長，但這是一部南北戰爭迷不可或缺的經典電影。」艾伯特說他對本片一開始漠不關心，後來卻對南北戰爭有了新的體會，並且認為傑夫·丹尼爾的演出應該入圍奧斯卡金像獎。艾伯特還在影評節目《西斯可與艾伯特》中給了這部電影好評，他的共同主持夥伴吉恩·西斯可（Gene Siskel）則給予負評，認為本片是「臃腫過胖的南方宣傳片」，不過他還是說了本片幾句好話，其中包括傑夫·丹尼爾的演出。

## 外部連結
- 互联网电影数据库（IMDb）上《Gettysburg》的资料（英文）
- AllMovie上《Gettysburg》的资料（英文）